# Cappeln
Cappeln là một đô thị ở huyện huyện Cloppenburg, trong bang Niedersachsen, nước Đức. Đô thị Cappeln có diện tích 76,2 km². Đô thị này có cự ly khoảng 7 km về phía đông nam của Cloppenburg.